# Boiling Point (Album)
Boiling Point ist ein Jazzalbum von Gordon Grdinas Nomad Trio. Die 2021 entstandenen Aufnahmen erschienen am 17. Juni 2022 auf Astral Spirits.

## Hintergrund
Der Gitarrist Gordon Grdina nahm das Album Boiling Point mit seinem Nomad Trio auf, dem der Pianist Matt Mitchell und der Schlagzeuger Jim Black angehören. Es ist das zweite Album mit diesem Trio nach Nomad von 2020. Mit Jim Black hatte Grdina zwischenzeitlich das Duoalbum Martian Kitties (2021) eingespielt.

## Titelliste
- Gordon Grdina's Nomad Trio: Boiling Point (Astral Spirits AS201)

1. Boiling Point 6:36
2. Parksville 6:04
3. Shibuya 10:08
4. Cali-lacs 12:50
5. Koen Dori 5:57
6. All Caps 6:56

Die Kompositionen stammen von Gordon Grdina.

## Rezeption
Nach Ansicht von Dan McClenaghan, der das Album in All About Jazz rezensierte, ist Grdinas Kunstfertigkeit schwer zu fassen: Free Jazz, Avantgarde, Mainstream mit [nah]östlichen Einflüssen oder etwas Einzigartiges, eine künstlerische Stimme, die sich zu einem überzeugenden Sound verfestigt habe. Boiling Point sei eine Mischung, bei der Grdinas Kompositionen mit einem kühnen und wild experimentierfreudigen Stil aufgegriffen würden. Es biete ein komplexes Drei-Wege-Interaktionsgefüge und Hard-Rock-Power-Aktionen mit Räumlichkeit und dichten, elektrifizierten Texturen, manchmal sanft und besinnlich, dann, wie bei „Shibuya“, herrsche voller Frontalangriffsmodus. Es sei ein „Konglomerat-Sound“, größer als man ihn von einem Trio erwarten würde. Kompositorisch, instrumental und konzeptionell spreche Boiling Point dafür, dass Grdina einen Platz als einer der besten Gitarristen und Jazzkünstler von heute verdiene.